# أوليغ إيفانوف

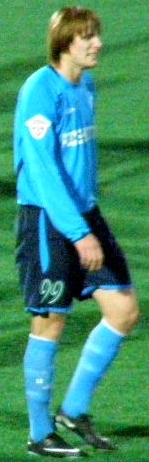
أوليغ إيفانوف

أوليغ إيفانوف (الروسية: Иванов, Олег Александрович) ، من مواليد 4 أغسطس 1986 في موسكو في روسيا، لاعب كرة قدم روسي.
يلعب مع نادي كريليا سوفيتوف سامارا منذ عام 2008.
بدأ باللعب مع منتخب روسيا لكرة القدم في عام 2008.

## روابط خارجية
- أوليغ إيفانوف على موقع قاعدة بيانات كرة القدم.إي يو (الإنجليزية)
- أوليغ إيفانوف على موقع ناشيونال فوتبول تيمز (الإنجليزية)
- أوليغ إيفانوف على موقع Soccerway.com (الإنجليزية)
- أوليغ إيفانوف على موقع كووورة
- أوليغ إيفانوف على موقع AS.com (الإسبانية)